# Mesoleius atratus
Mesoleius atratus là một loài tò vò trong họ Ichneumonidae.